# Nana (ocupación)

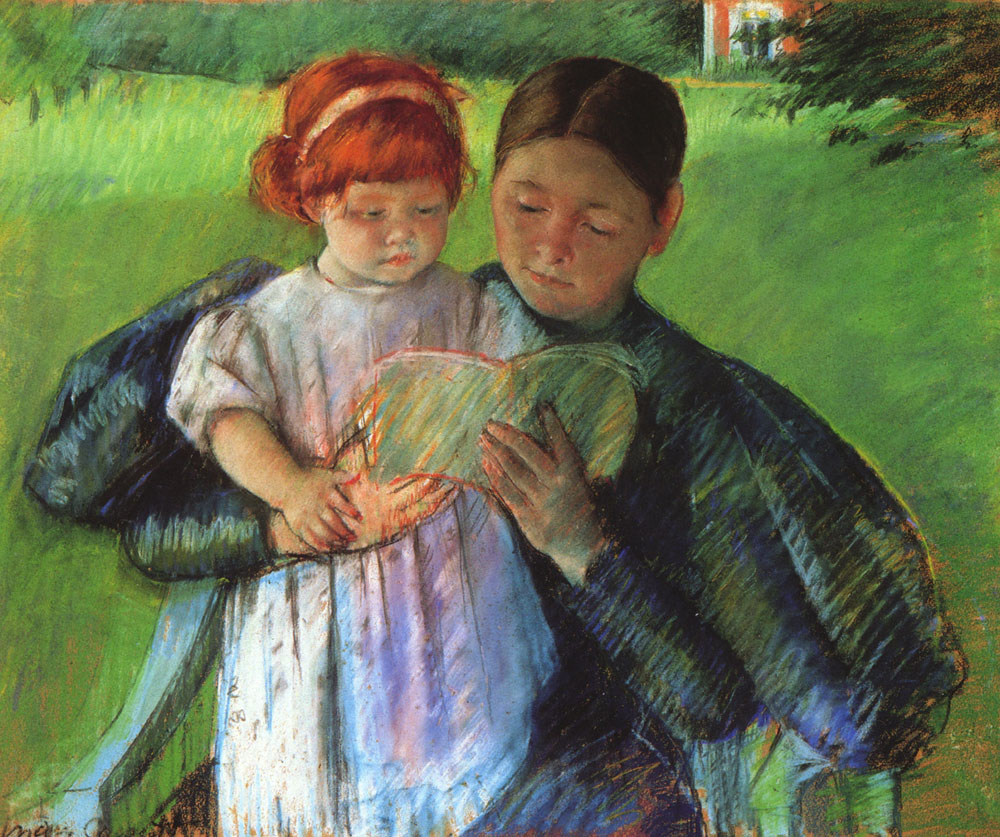
Retrato de una nana leyéndole a una niña, por Mary Cassatt.

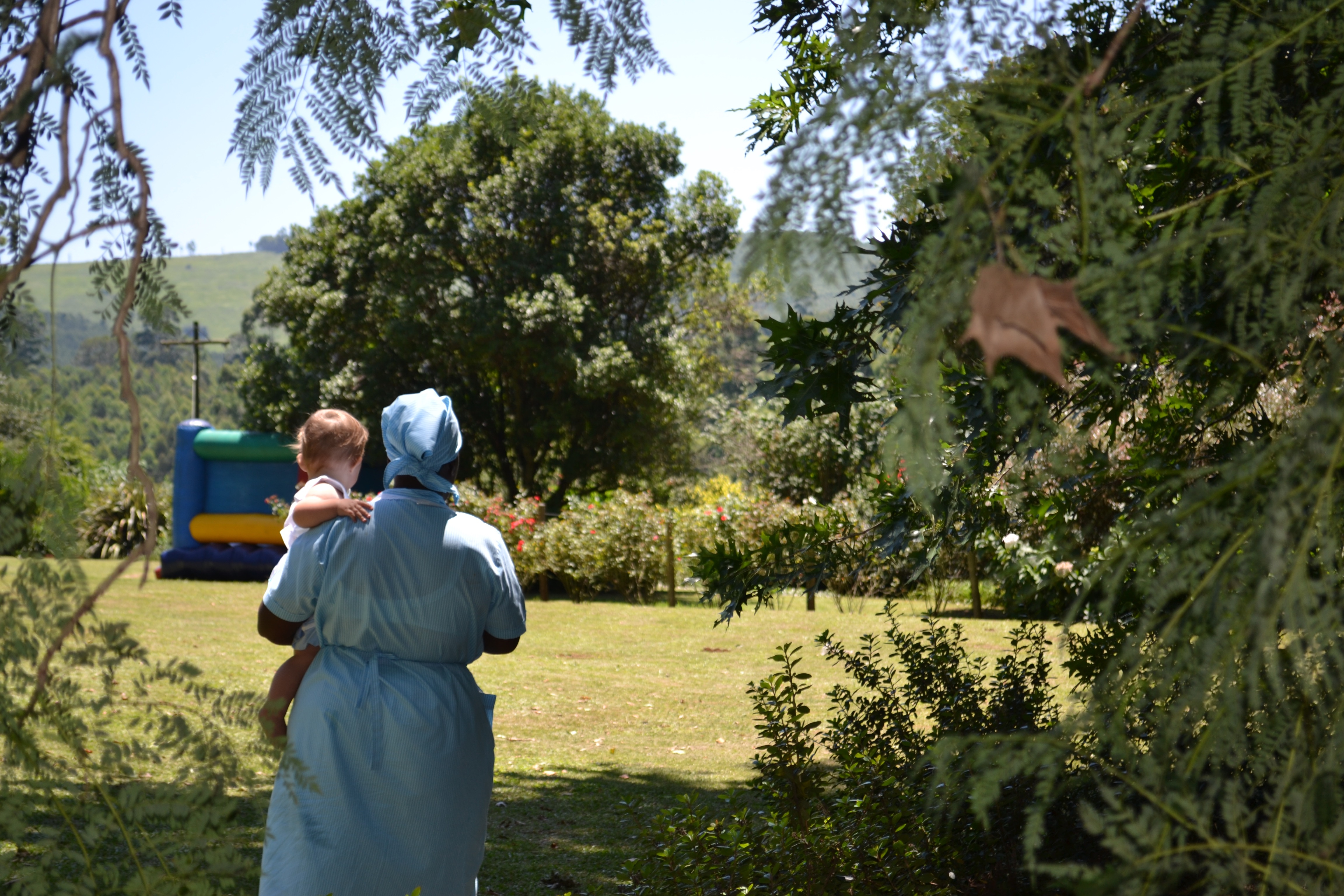
Nana en Sudáfrica (2013).

Una nana es una persona dedicada al cuidado de los niños de otras personas a tiempo completo, propiamente en la casa de la familia. Pueden vivir dentro o fuera de la casa, en función de sus circunstancias y las de sus empleadores. Entre sus obligaciones está cuidar de los niños, entretenerlos y prepararles los alimentos.
Históricamente las nanas eran trabajadoras de familias ricas o nobles, que disponían de los medios económicos para tener empleados. Hoy en día se emplean personas para ayudar en el cuidado de los niños incluso en familias de clase media, debido la problemática de las madres trabajadoras.
El trabajo de nana ha sido el tema principal de series de televisión como La niñera y películas como La nana. 